# Berce du Caucase
Heracleum mantegazzianum
Espèce
Classification phylogénétique
La Berce du Caucase ou Berce de Mantegazzi (Heracleum mantegazzianum) est une espèce de plantes à fleurs de la famille des Apiaceae originaire de la partie occidentale du Caucase (Russie, Géorgie). Elle a été introduite comme plante ornementale en Europe de l'Ouest et en Amérique du Nord, où elle est considérée comme une espèce envahissante. Cette plante géante est la plus grande de toutes les Berces. Sa sève contient des furocoumarines (substances phototoxiques) comme celle de beaucoup d'ombellifères. Elle cause des brûlures appelées photodermatites après une exposition au soleil de la peau imprégnée.

## Taxonomie
Le nom correct complet (avec auteur) de ce taxon est Heracleum mantegazzianum Sommier & Levier.

## Phytonymie

### Étymologie
Le nom botanique du genre, Heracleum, est dédié au héros Hercule, par allusion au port robuste de la Berce. L'épithète spécifique mantegazzianum est donnée à cette plante par les botanistes Sommier et Levier en 1895, en hommage à Paolo Mantegazza, anthropologue et explorateur italien.

### Noms français
Ce taxon porte en français les noms vulgarisés et normalisés : Berce de Mantegazzi,,, et Berce du Caucase,,,.

### Synonymie
Heracleum mantegazzianum a pour synonymes :
- Heracleum circassicum Manden. (1970)
- Heracleum grossheimii Manden. (1950)
- Heracleum montegazzianum Sommier & Levier (1895)
- Pastinaca mantegazziana (Sommier & Levier) Koso-Pol. (1916)

## Histoire
Cette Berce a été découverte dans son aire d'origine en 1880 dans la vallée de la Klytch (Caucase) par les botanistes Émile Levier et Stefano Sommier et scientifiquement décrite en 1895. Elle avait été recensée auparavant parmi d'autres graines aux jardins botaniques royaux de Kew en Grande-Bretagne en 1817, puis introduite comme plante ornementale dans les jardins britanniques dans la décennie suivante, ainsi que dans le reste de l'Europe. Elle a commencé à se disperser dans le milieu naturel en Angleterre dès 1828. Elle a été introduite sur le continent américain en 1917 pour des raisons horticoles.

## Description

### Appareil végétatif
La Berce du Caucase est une plante herbacée qui mesure 2 à 5 mètres de hauteur. Ses feuilles sont divisées en 1 à 3 folioles profondément découpées et dentées. Elles mesurent souvent plus d'1 m et peuvent atteindre 3 m en longueur (avec le pétiole) et jusqu'à 1,7 m de largeur. La tige principale est creuse, avec un diamètre de 4 à 10 cm, plus ou moins cannelée, vert clair, teintée de nombreuses taches pourpres (rouge framboise à violet) et hérissée de poils rudes, épars lorsqu'elle est jeune,.

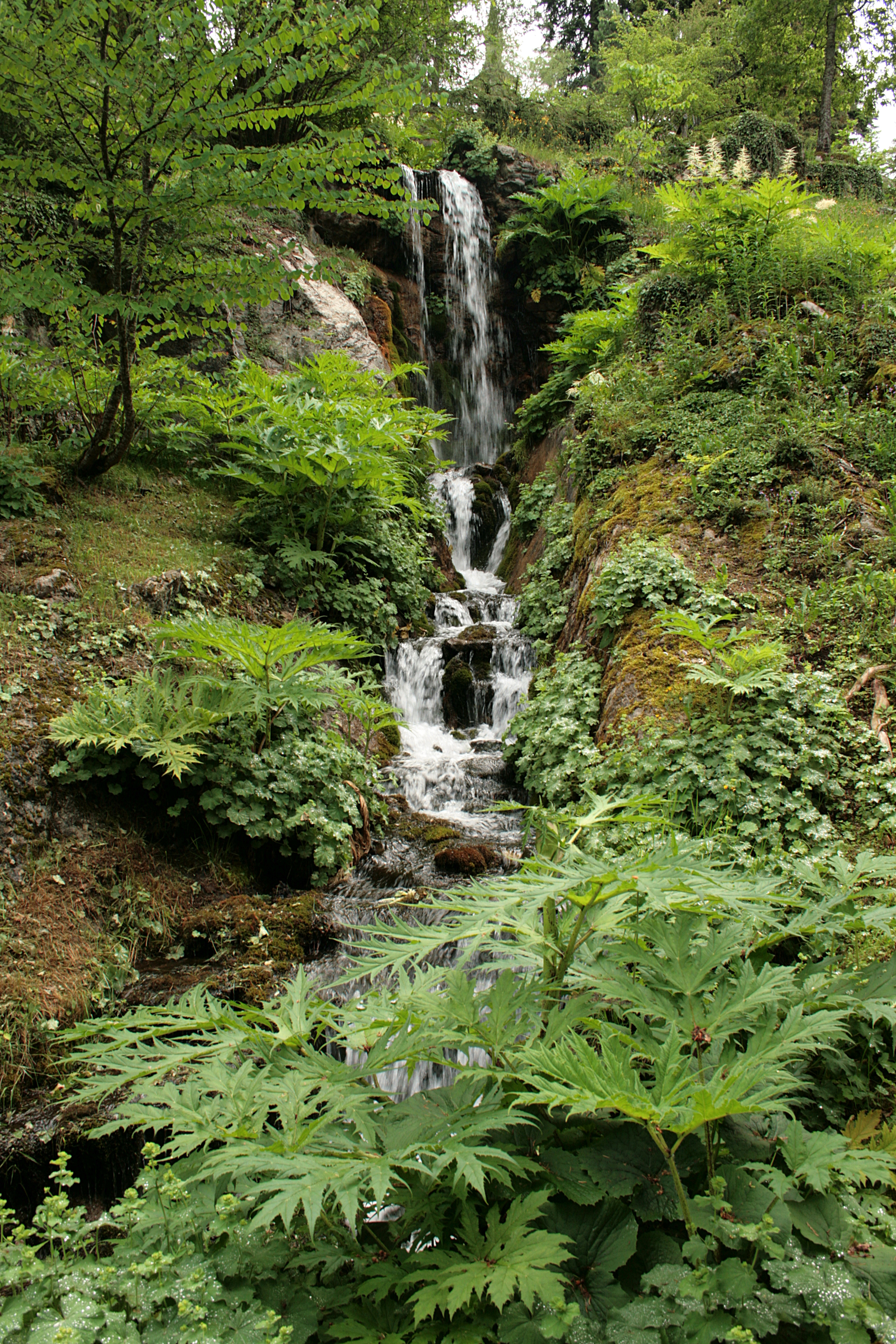
Jeune feuillage.
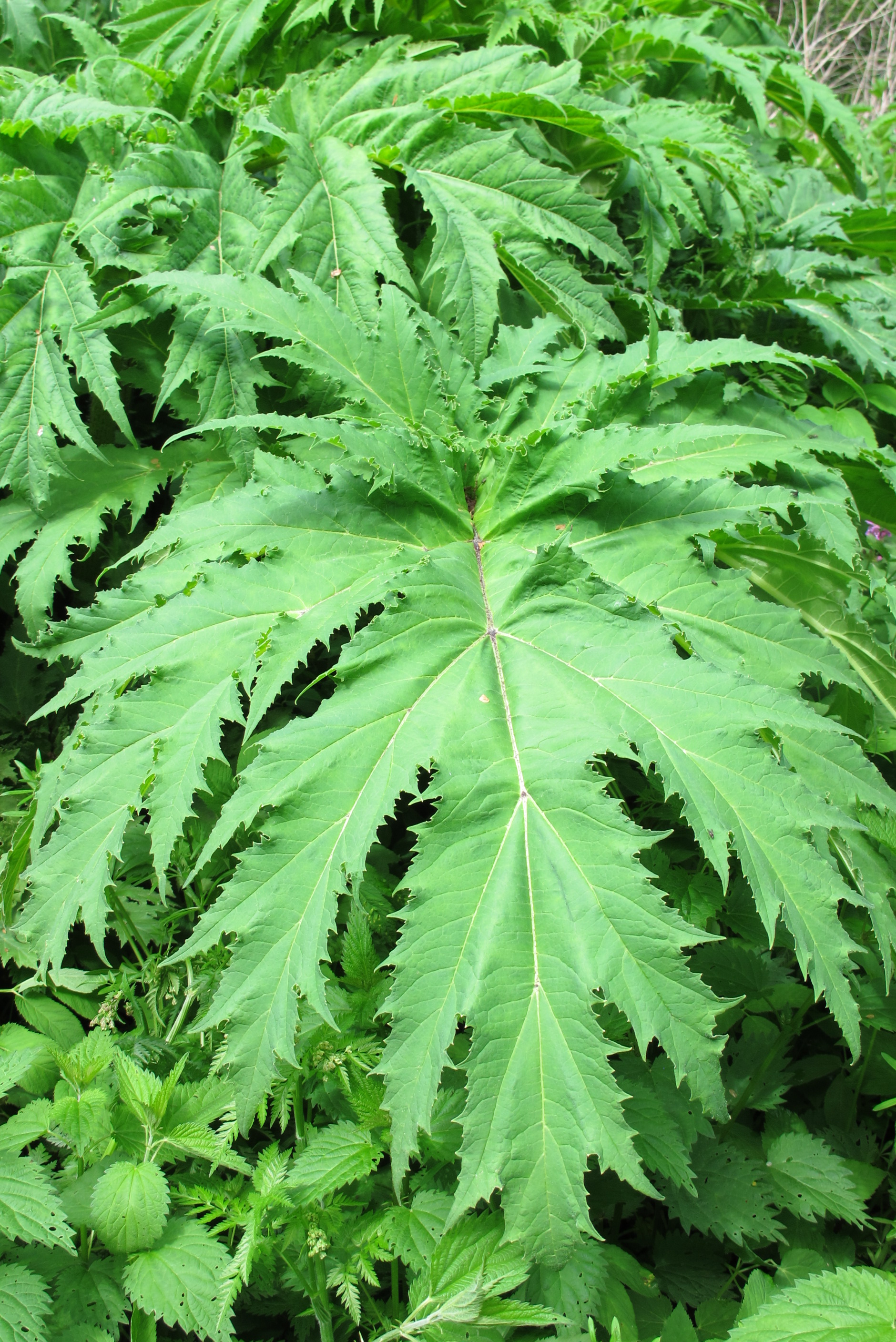
Feuille découpée à lobes pointus.
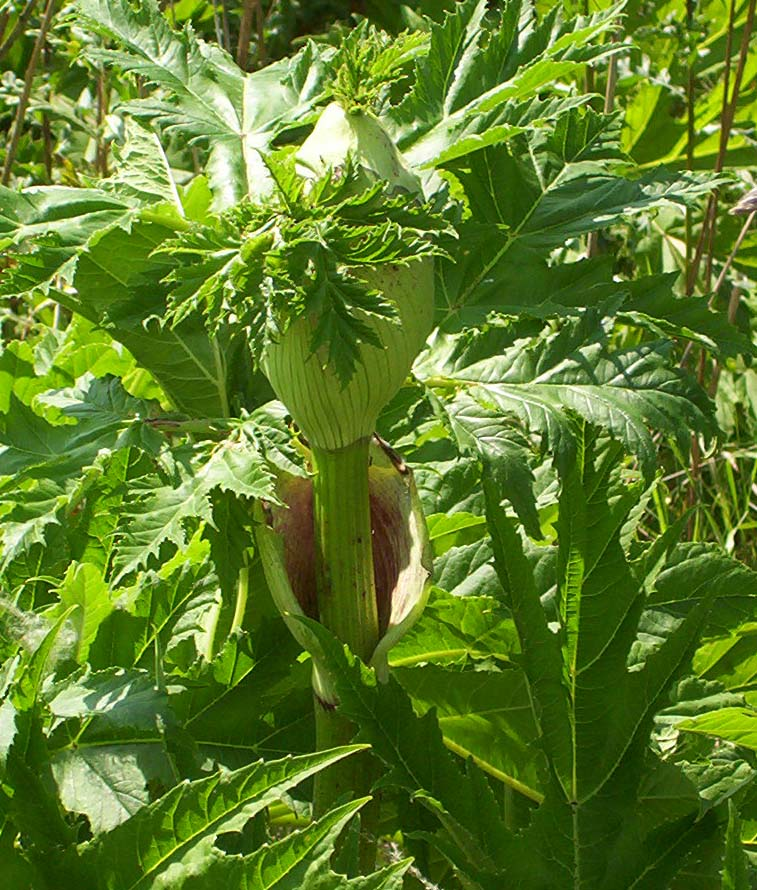
Plante en croissance.
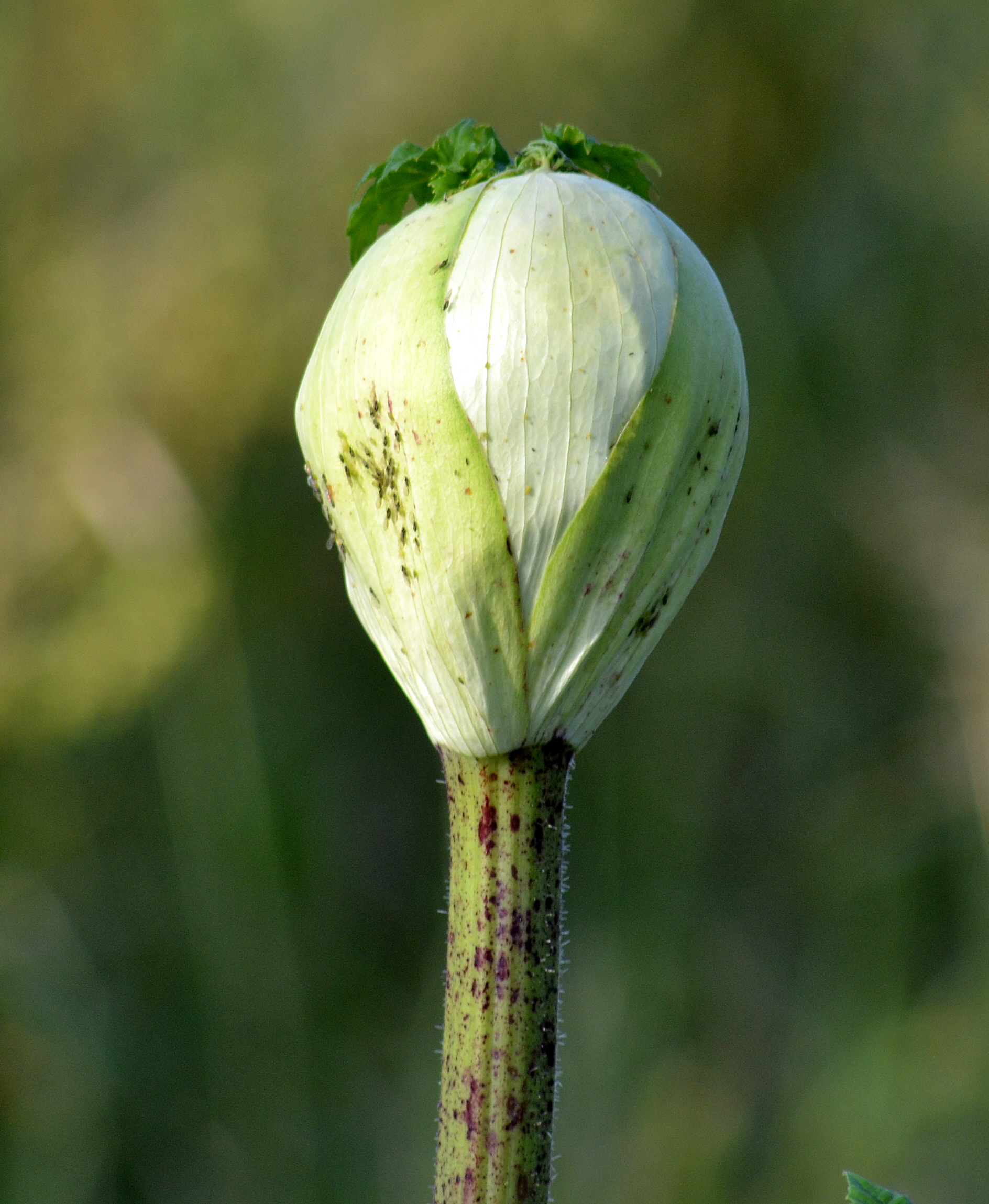
Tige cannelée tachée de pourpre d'une plante en croissance.
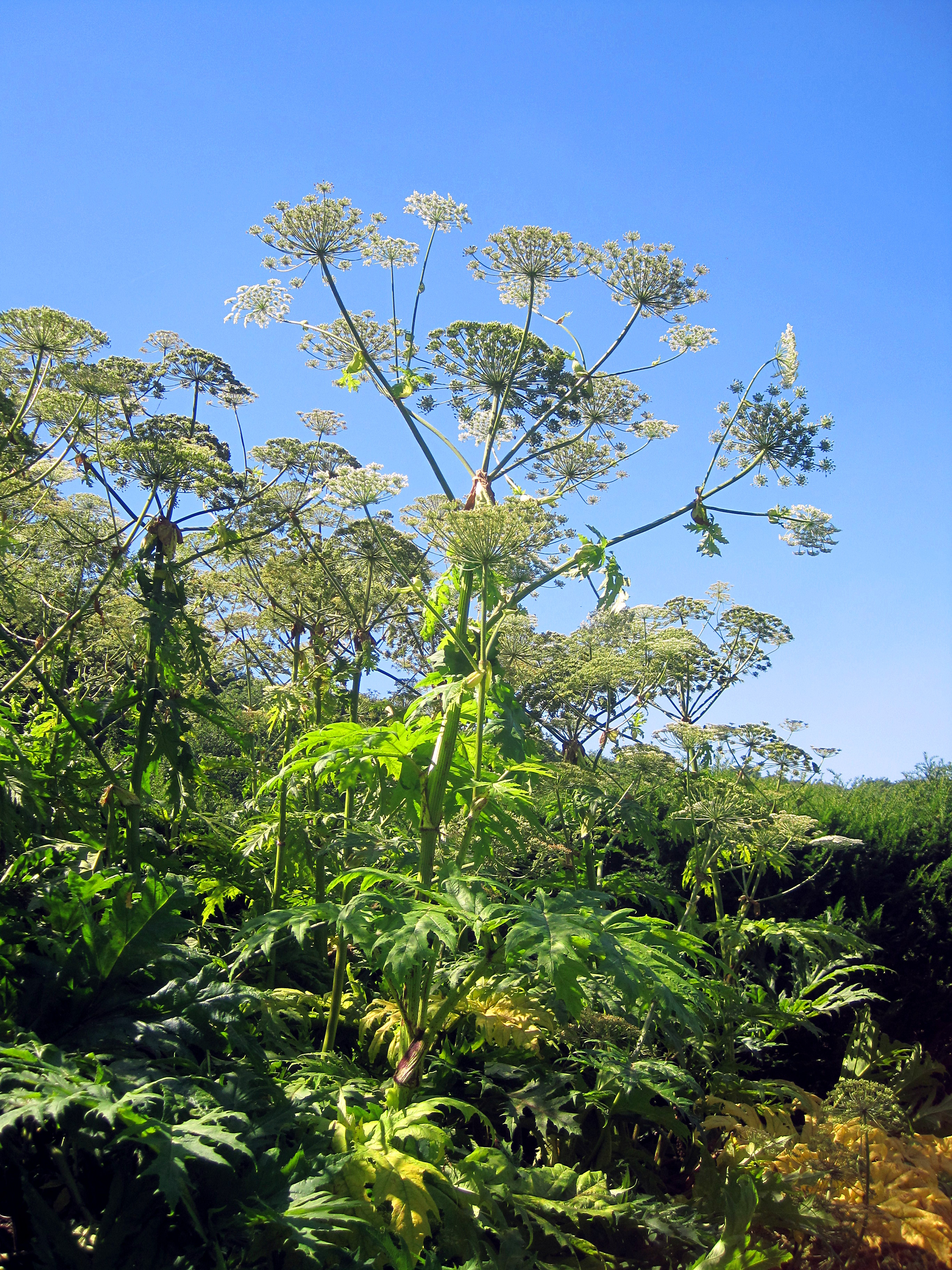
En floraison.
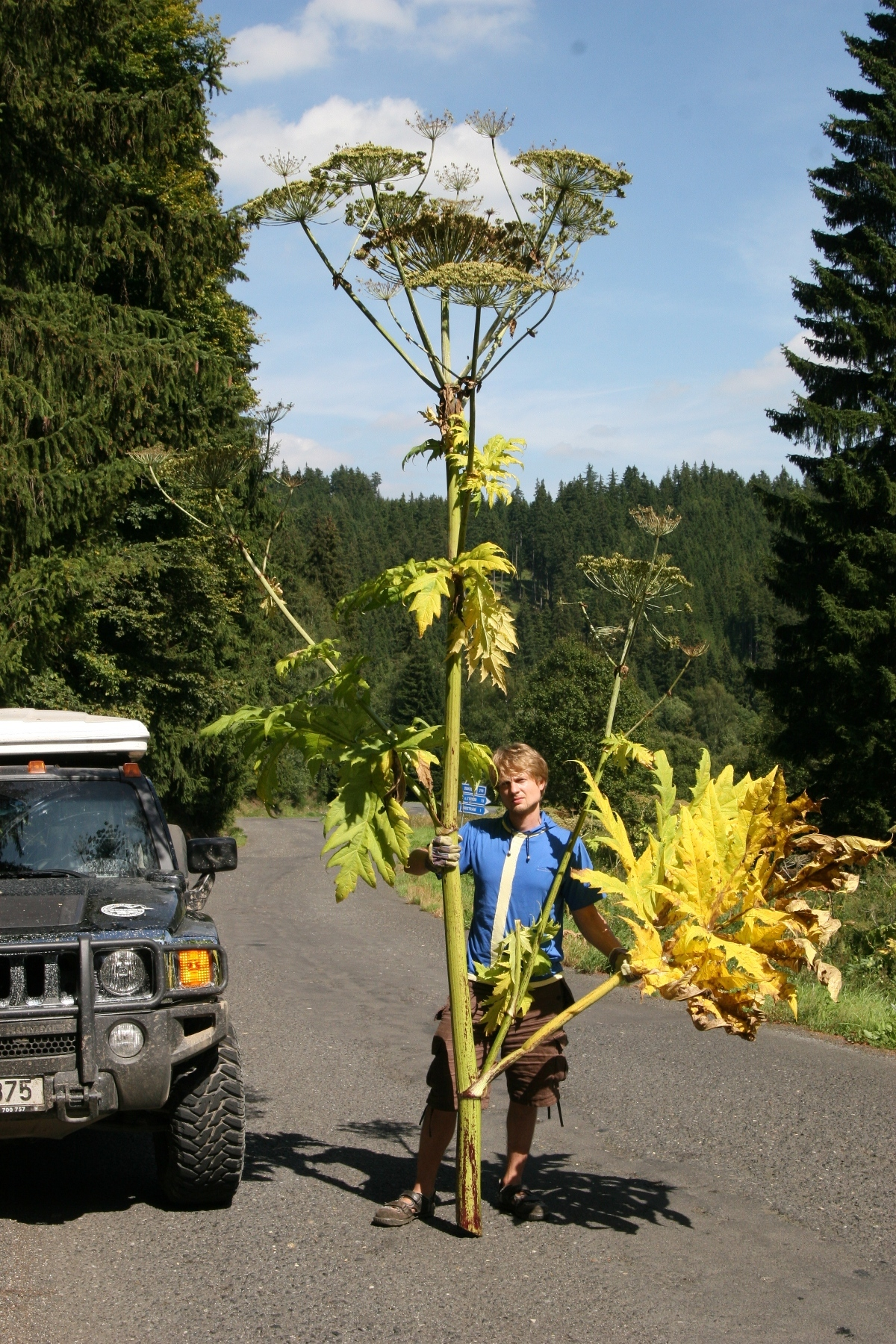
La Berce du Caucase est une plante herbacée géante.
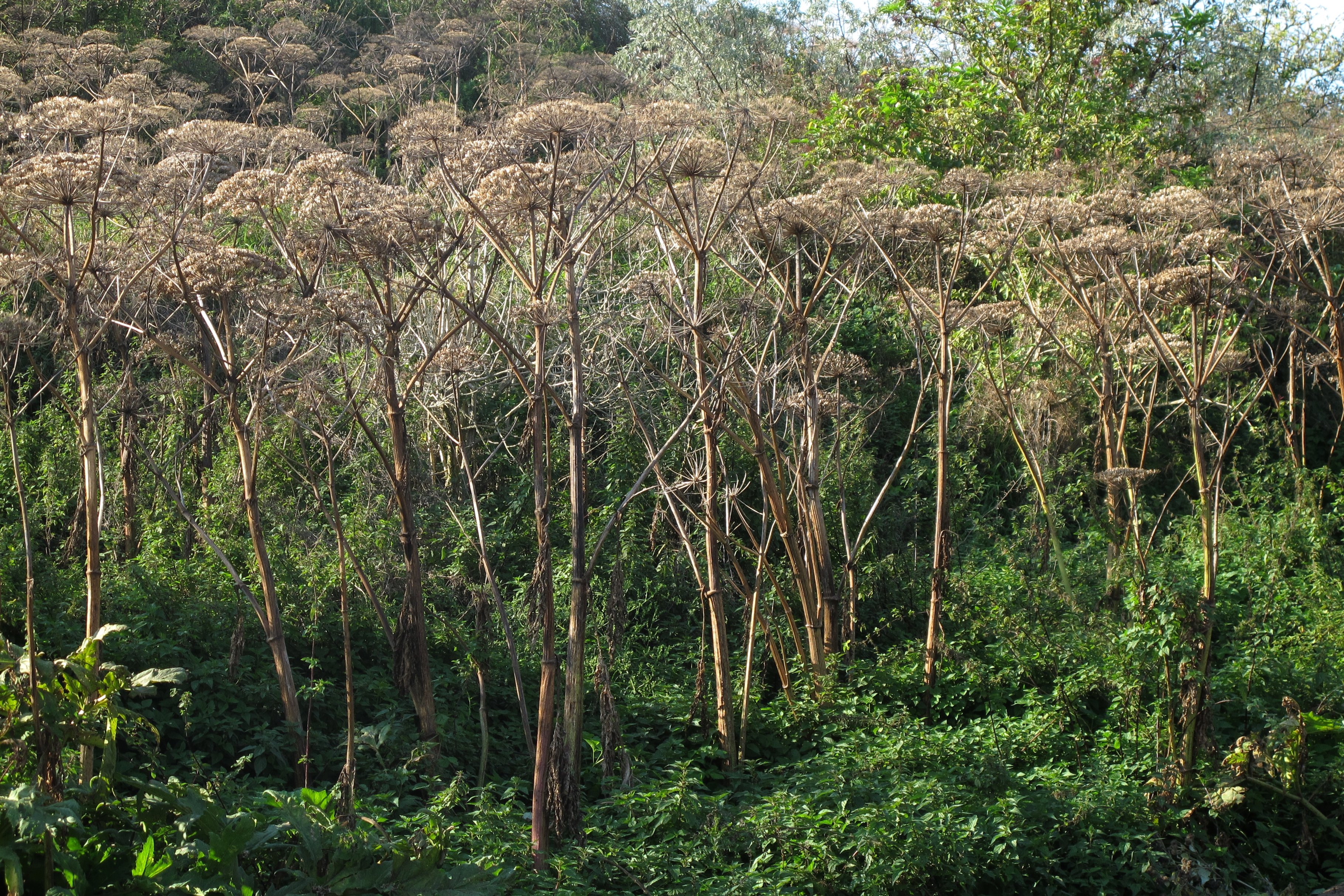
Infructescences en automne.

### Appareil reproducteur
La tige porte une inflorescence constituée d'un groupe d'ombelles. L'ombelle principale au centre, d'environ 20 à 50 cm de diamètre, est composée de 50 à 150 rayons qui portent chacun une ombellule. Cette ombelle principale, qui apparaît mi-juin à mi-juillet, est entourée par un nombre variable d'ombelles satellites moins grandes, positionnées plus haut que l'ombelle principale lorsqu'elles sont à maturité. L’inflorescence entière peut atteindre une largeur d'1,5 m. Il peut y avoir une ou deux inflorescences supplémentaires moins importantes sur des branches auxiliaires. Les fleurs blanches, parfois roses, sont hermaphrodites au centre de l'ombelle, mâles sur le pourtour. La pollinisation est entomogame. Les fruits sont des akènes à dissémination anémochore.

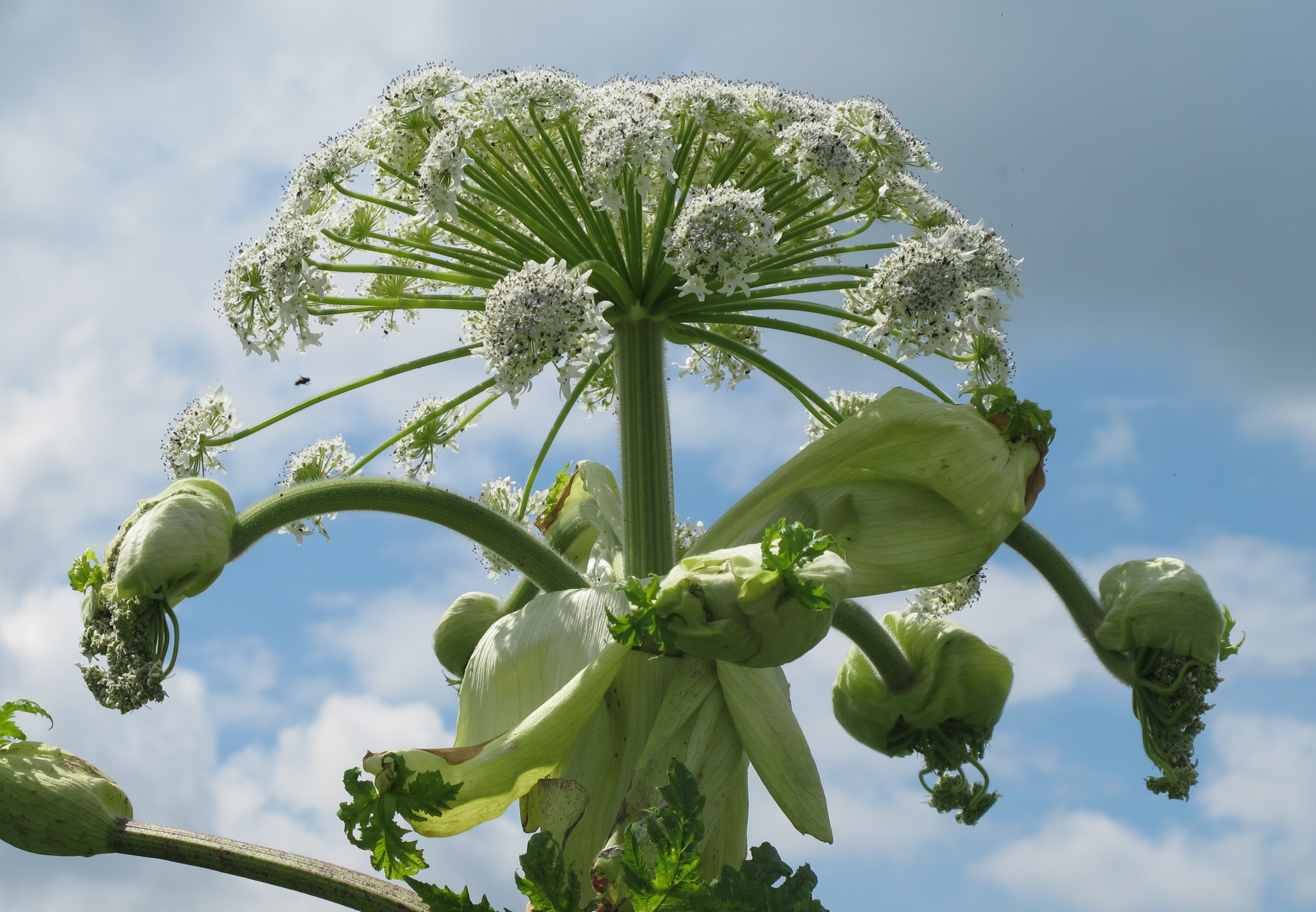
Mise en place des ombelles satellites autour de l'ombelle centrale.
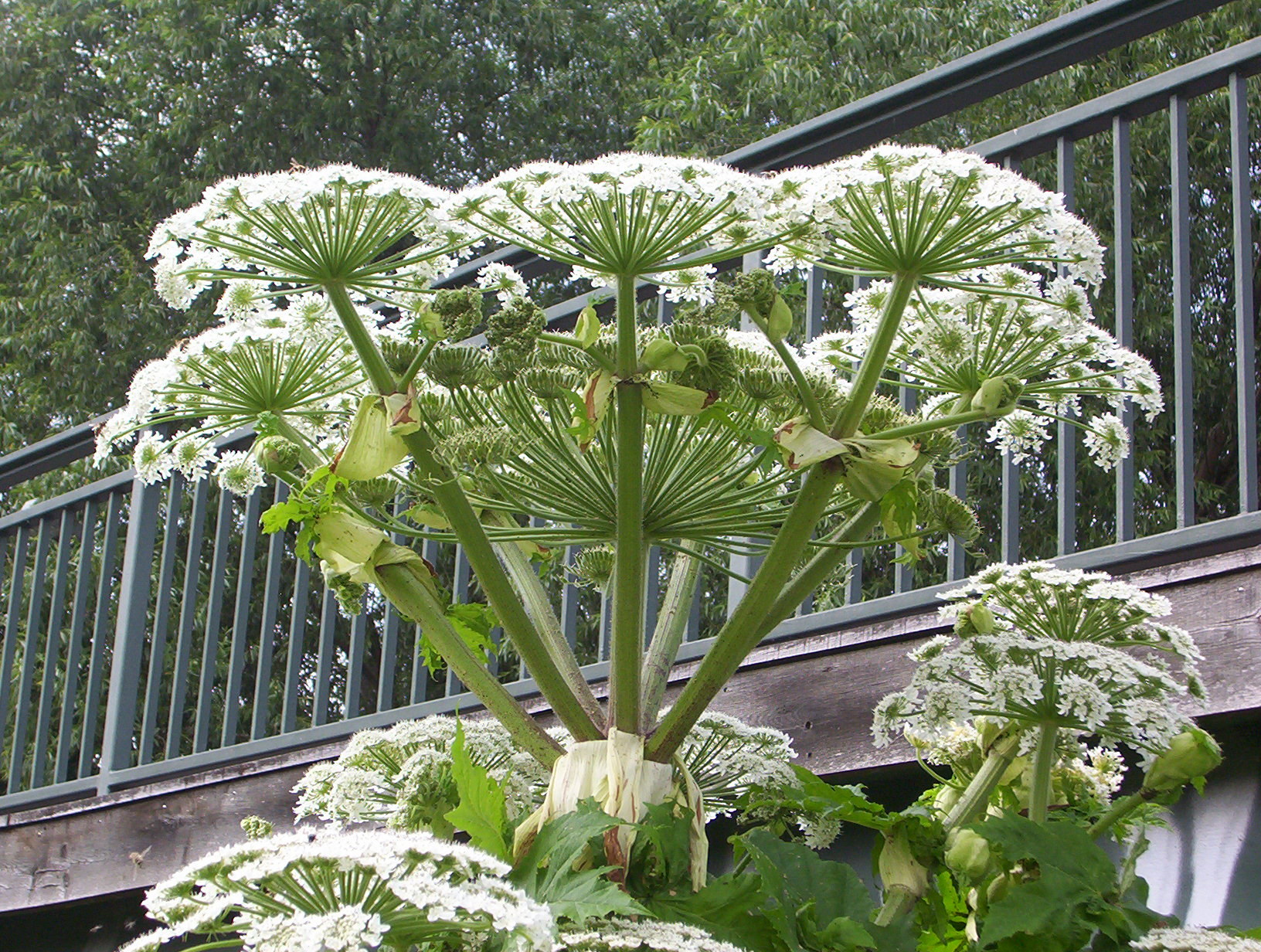
Inflorescence composée d'ombelles satellites plus hautes que l'ombelle centrale.
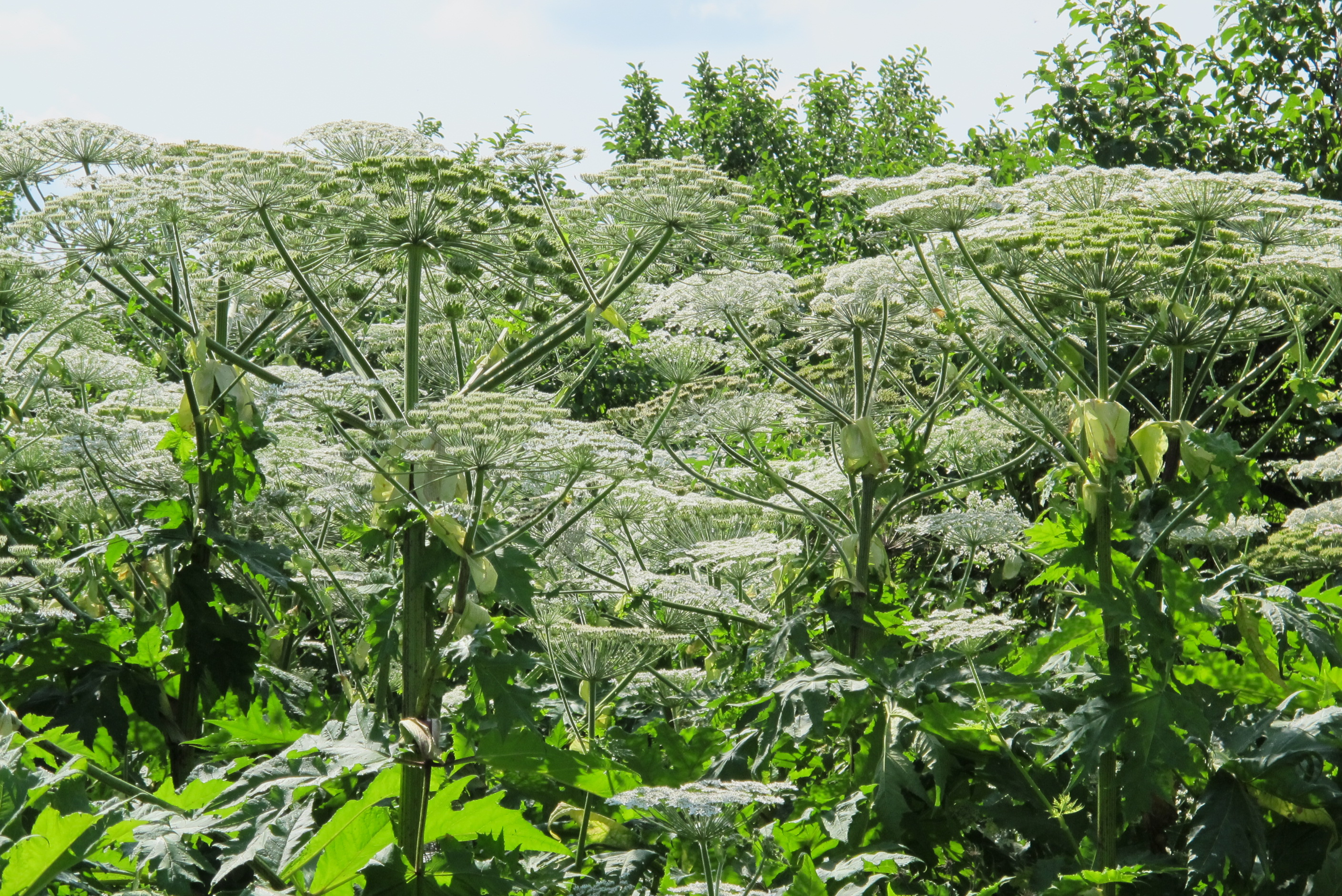
Inflorescences.
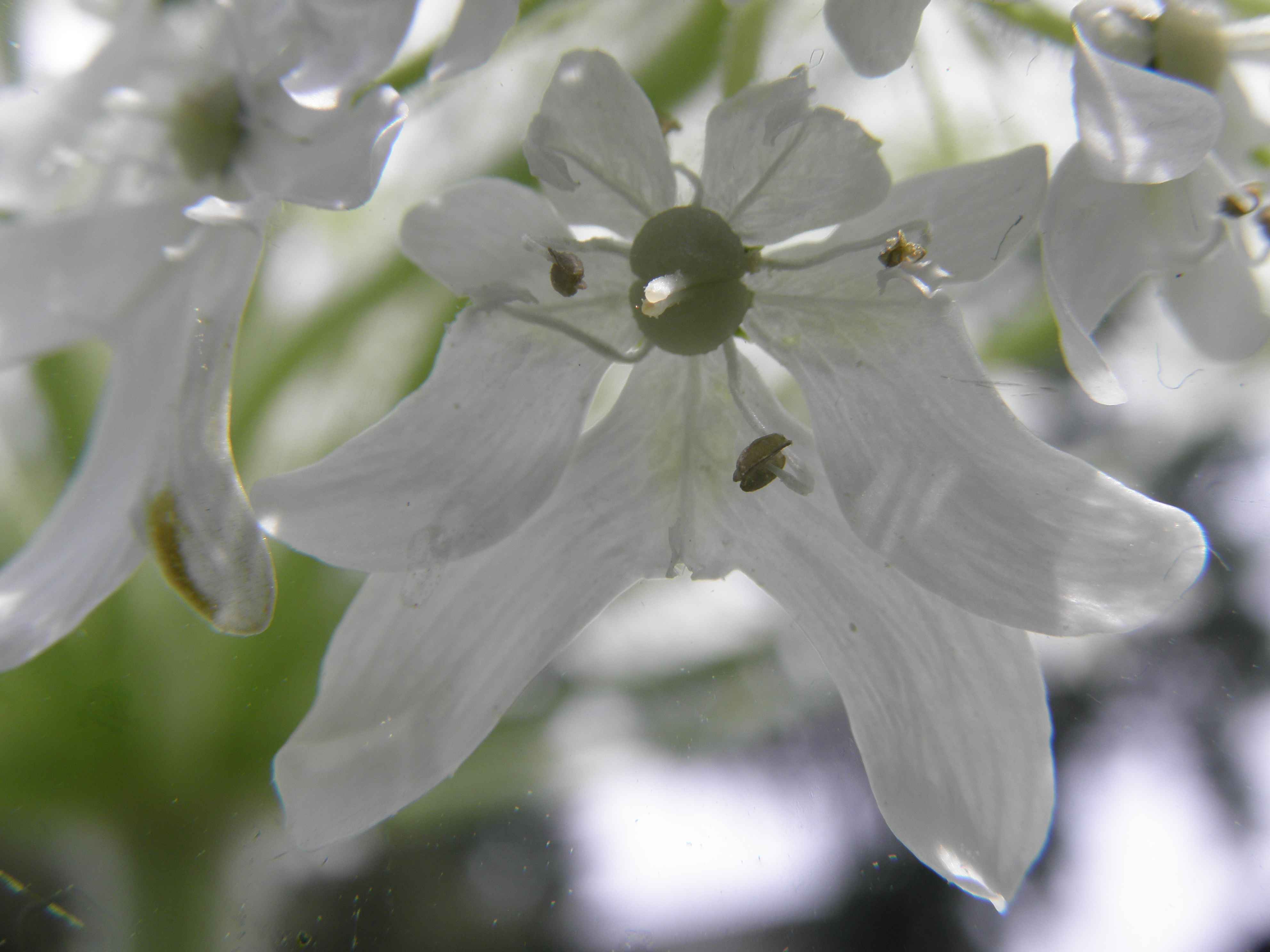
Détail d'une fleur.
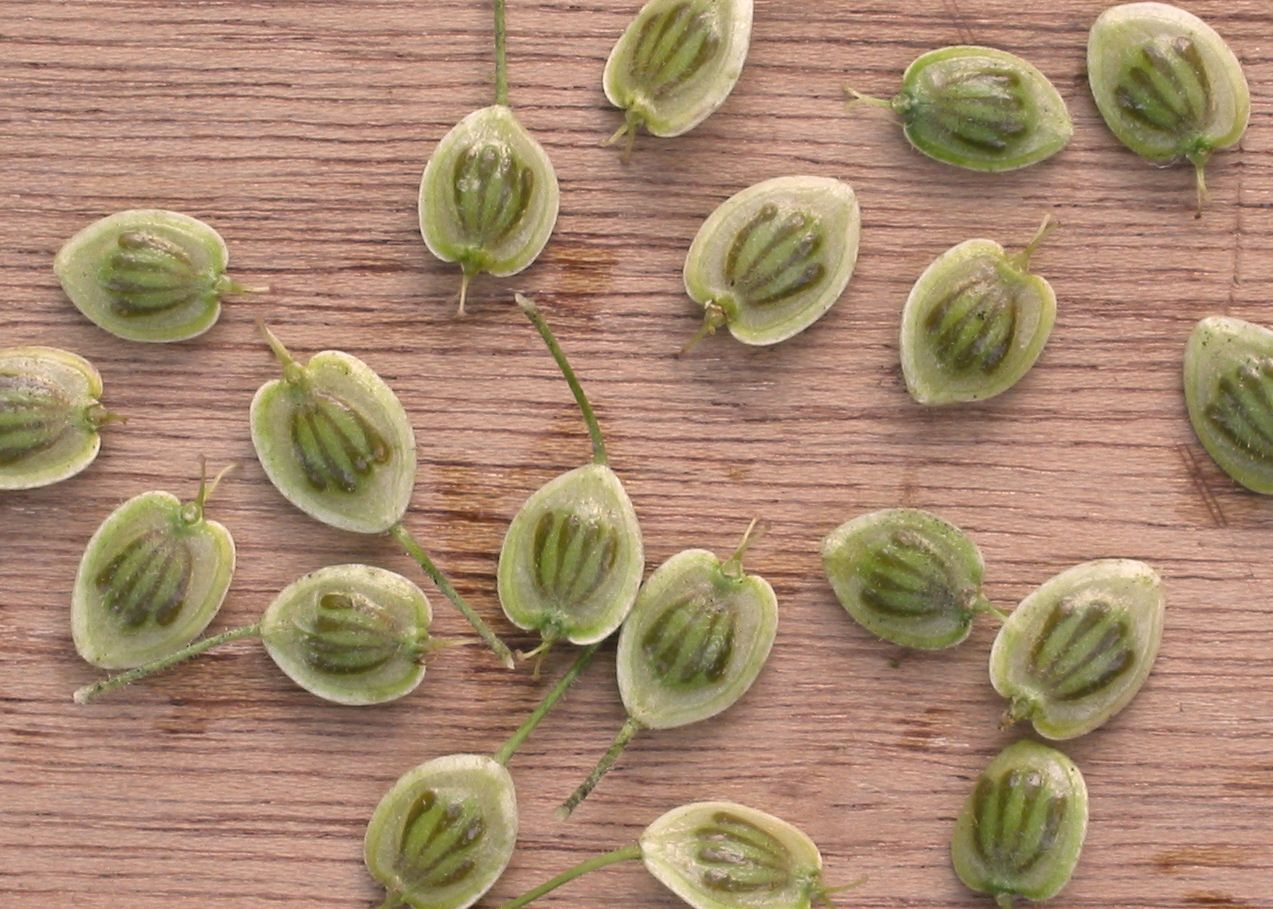
Graines.

### Confusions possibles
En Europe, on peut la confondre avec la Berce commune, Heracleum sphondylium, une espèce autochtone et abondante qui affectionne les mêmes milieux et qui peut sporadiquement se comporter en mauvaise herbe. C'est une espèce très proche et très semblable en apparence mais bien plus petite, elle dépasse rarement deux mètres de haut (elle mesure généralement entre 50 et 150 cm) et son ombelle principale comprend moins de 35 rayons, alors que celle de la Berce du Caucase en a généralement plus de 50. La tige et le pétiole de la Berce commune n'ont pas les nombreuses taches pourpres caractérisant la Berce du Caucase. La Berce commune est couverte de poils blanchâtres souples, même sur les feuilles, alors que les poils, raides et épars, de la Berce du Caucase sont localisés uniquement sur la tige, le pétiole et le rachis de la feuille. Les feuilles de H. sphondylium sont parfois simplement lobées, plus souvent divisées en 5-7 larges folioles aux contours anguleux, plus dentés que chez H. mantegazzianum. La Berce commune est considérée en Europe comme une plante comestible, bien qu'elle présente les mêmes propriétés de phototoxicité (elle est en cause dans la majorité des cas de dermite des prés).
En Amérique du Nord, dont le Québec, la Berce du Caucase peut être confondue avec la Berce laineuse, Heracleum maximum, espèce autochtone commune qui peut parfois atteindre 3 m de haut (généralement moins), mais nettement moins imposante que la Berce du Caucase. Elle aussi est phototoxique.
L'angélique sauvage (Angelica sylvestris) et l'angélique vraie (Angelica archangelica) peuvent être assez grandes et sont parfois confondues avec les grandes Berces, bien qu'elles soient bien moins massives et s'en différencient aisément par leurs feuilles nettement composées de folioles.
Il existe deux autres espèces de Berces géantes envahissantes en Europe. Heracleum sosnowskyi est une espèce originaire du Caucase central et oriental, à peine un peu moins grande et difficile à distinguer de Heracleum mantegazzianum. Elle a été introduite en grande quantité en Europe de l'Est dans plusieurs pays de l'ex-Union soviétique (Russie, pays baltes) car elle y a été cultivée à grande échelle comme plante fourragère pour le bétail. Cette espèce semble encore pratiquement absente en Europe de l'Ouest. Heracleum persicum est une autre espèce semblable mais moins grande, qui envahit la péninsule scandinave essentiellement, où elle a été introduite comme plante médicinale et ornementale tout comme Heracleum mantegazzianum. Ces deux espèces sont aussi phototoxiques. Elles sont inscrites depuis 2016 dans la liste des espèces exotiques envahissantes préoccupantes pour l’Union européenne

Comparaison entre la Berce du Caucase et d'autres espèces
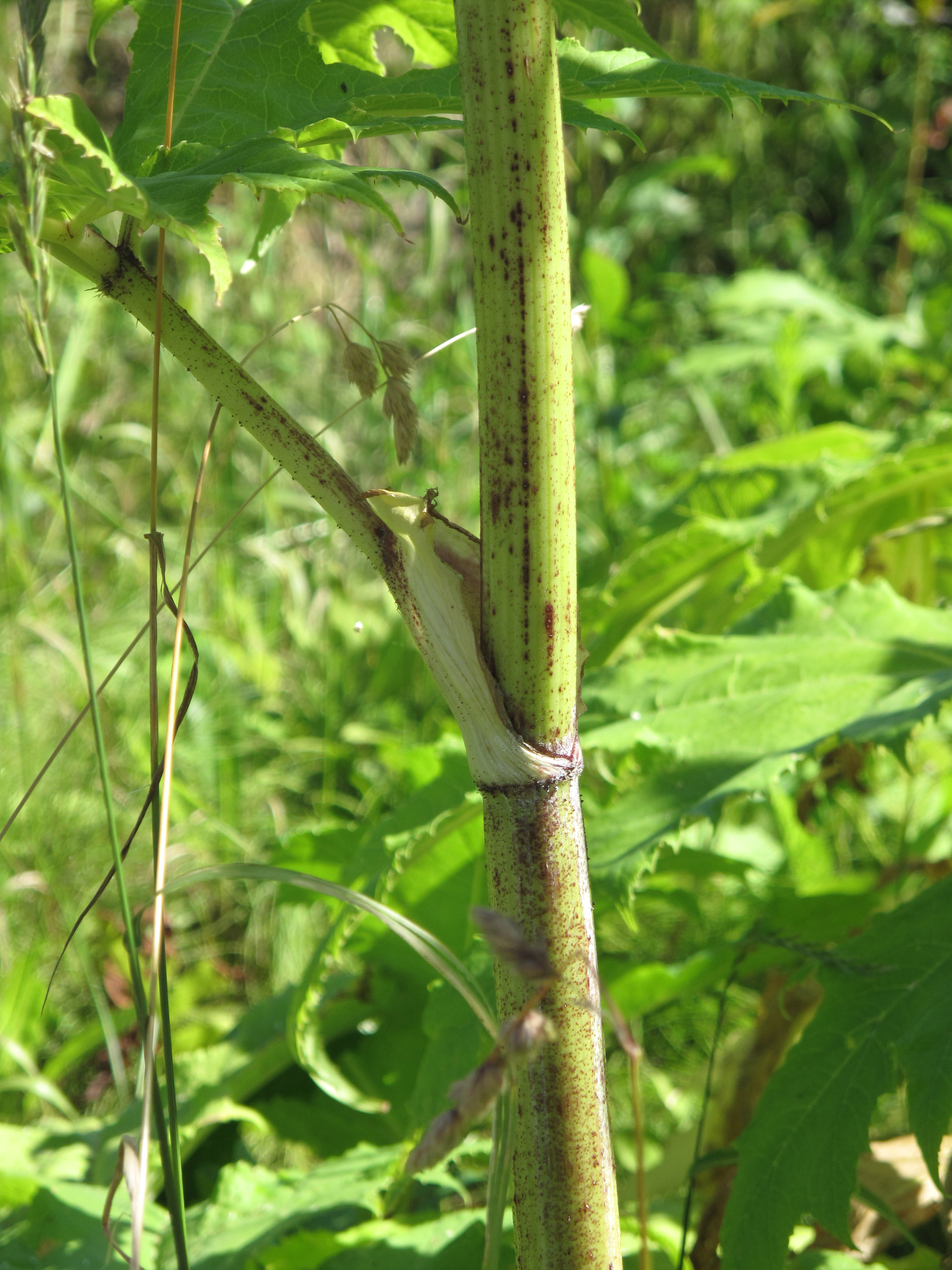
Tige de Berce du Caucase recouverte de nombreuses taches rouges framboise à violet et portant quelques poiles rudes et épars.
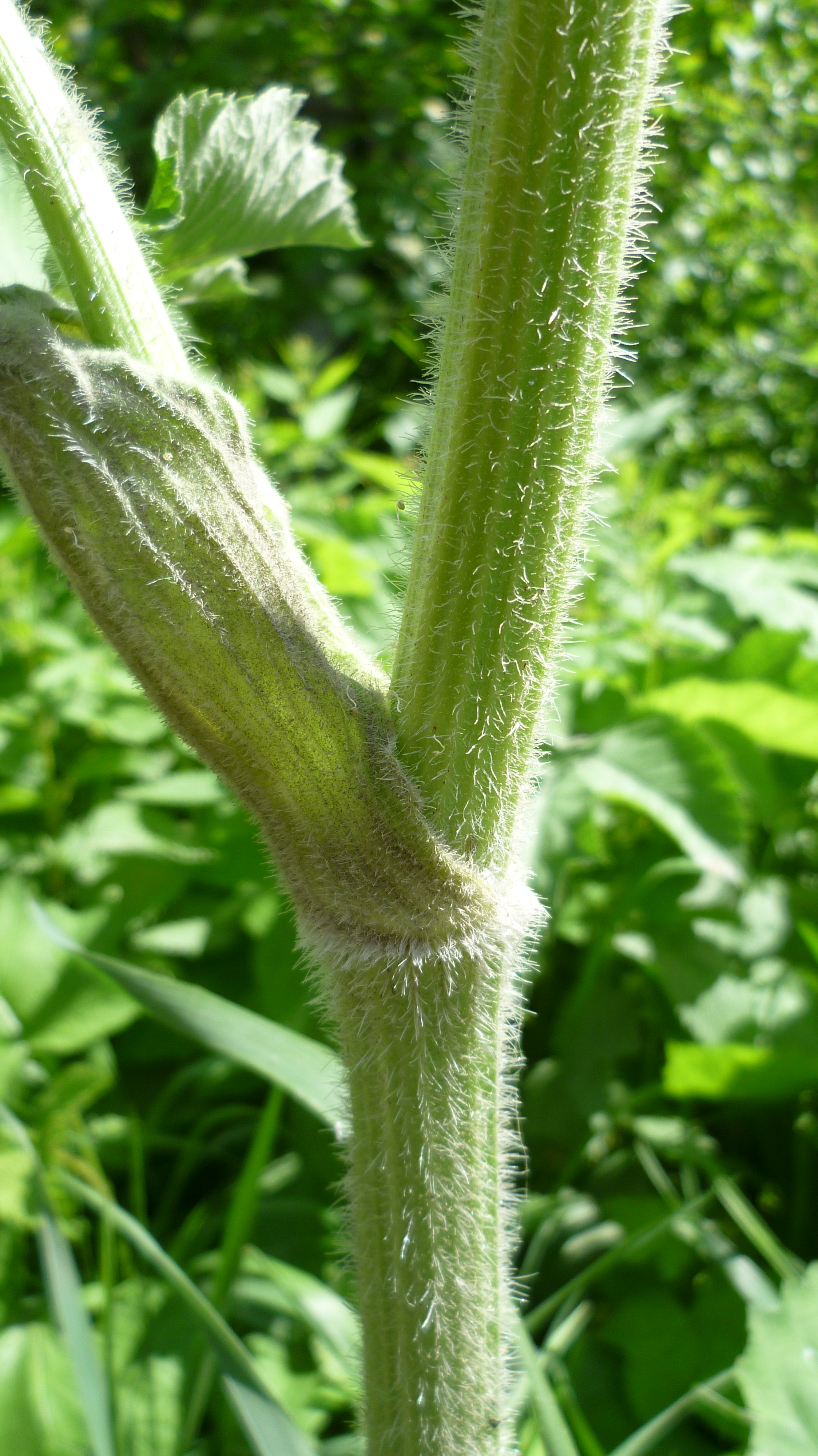
Tige de Berce laineuse sans tache et recouverte poils souples d'aspect feutré.
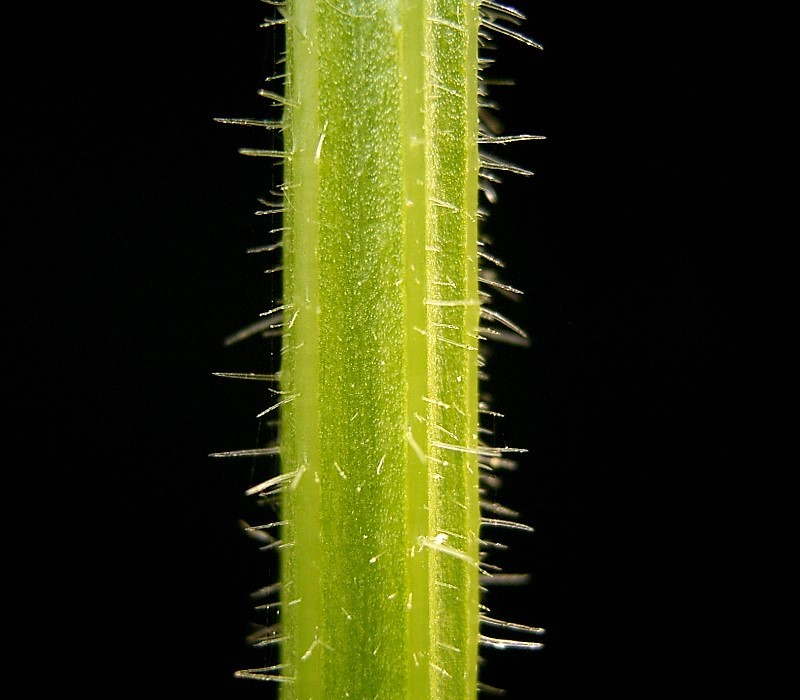
Tige de Berce sphondyle sans taches et recouverte poils souples et d'aspect feutrés.
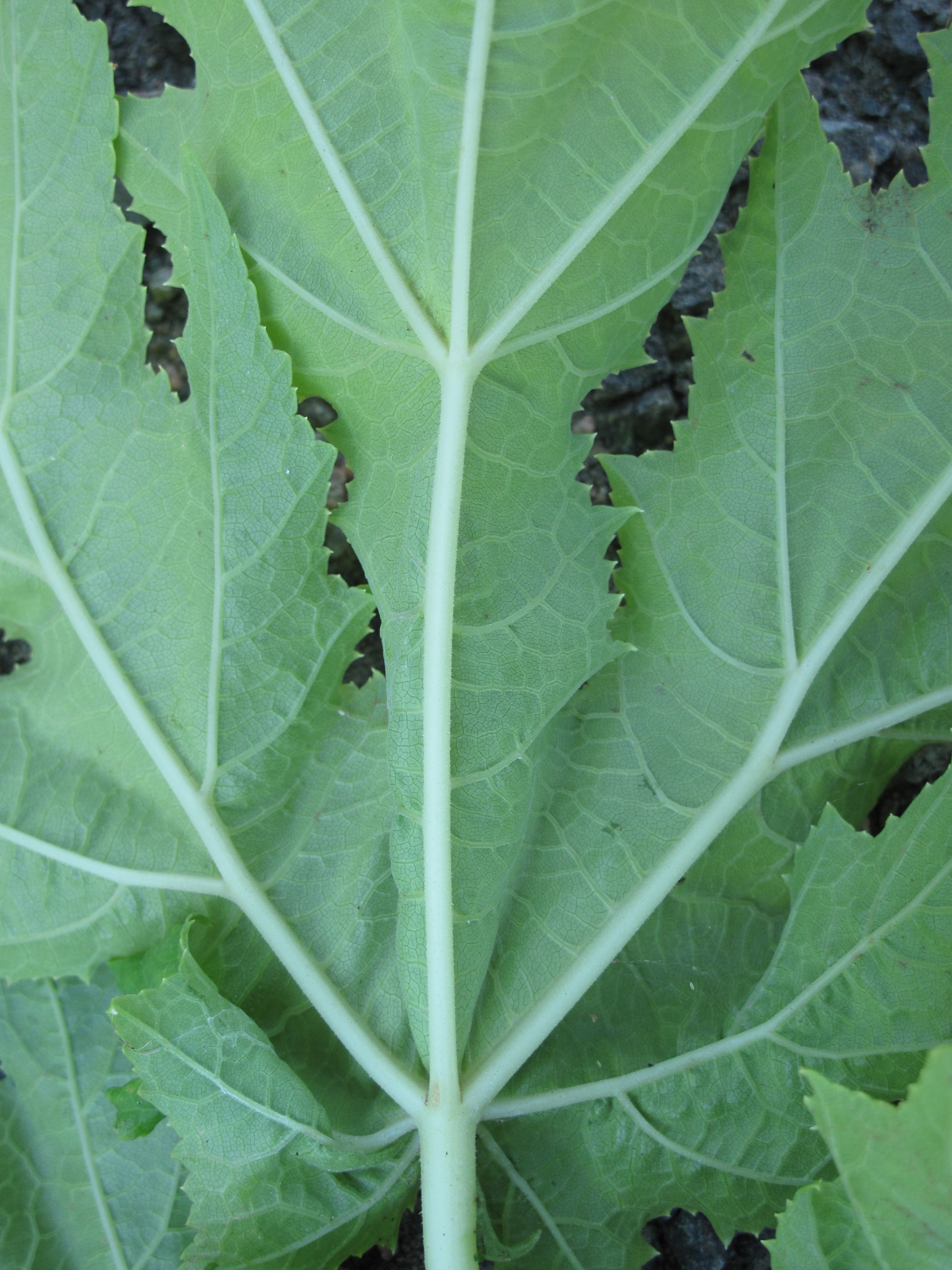
Revers de feuille de Berce du Caucase lisse et sans poils.
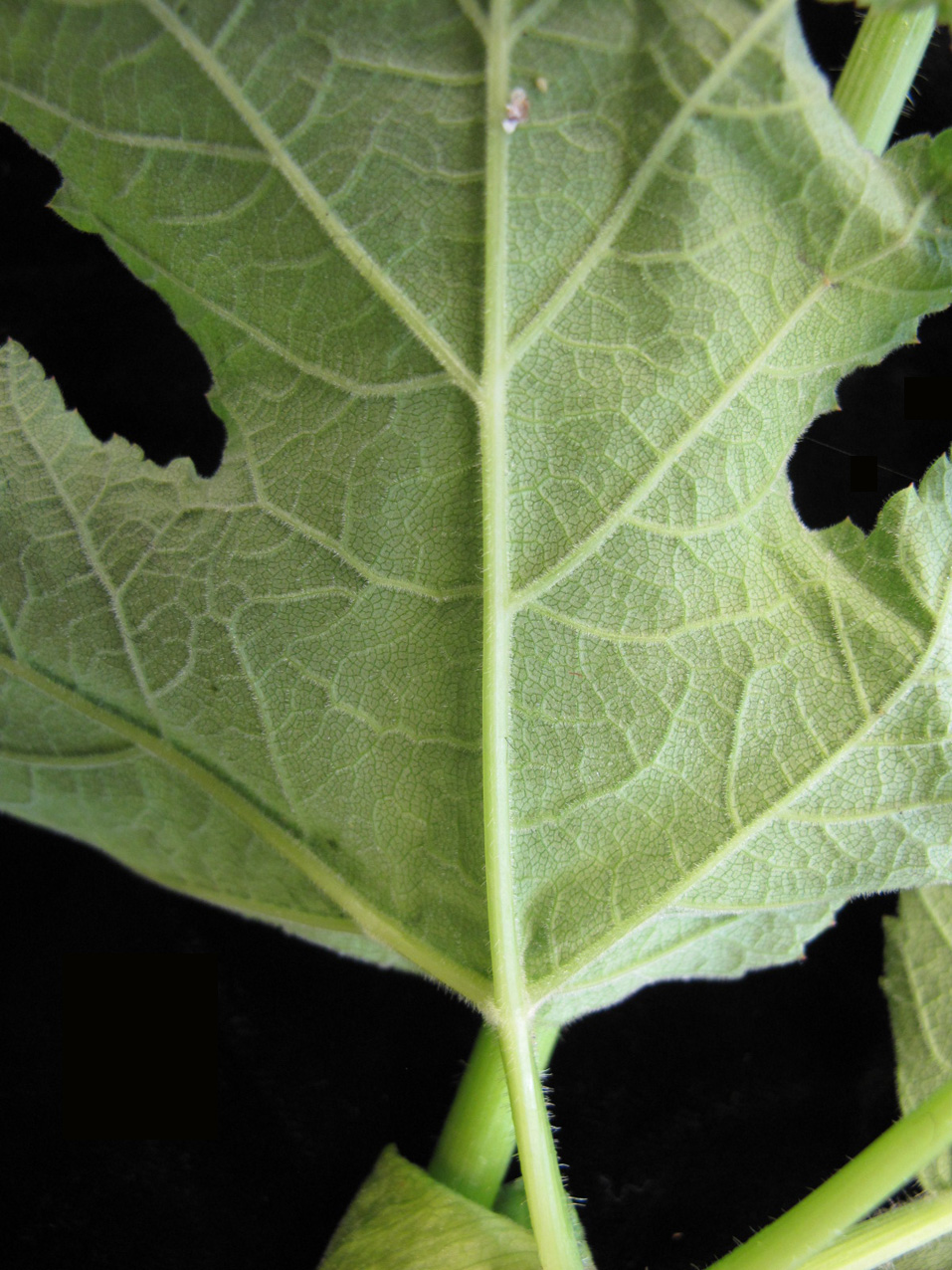
Revers de feuille de Berce laineuse recouverte de poils souples et d'aspect feutré.
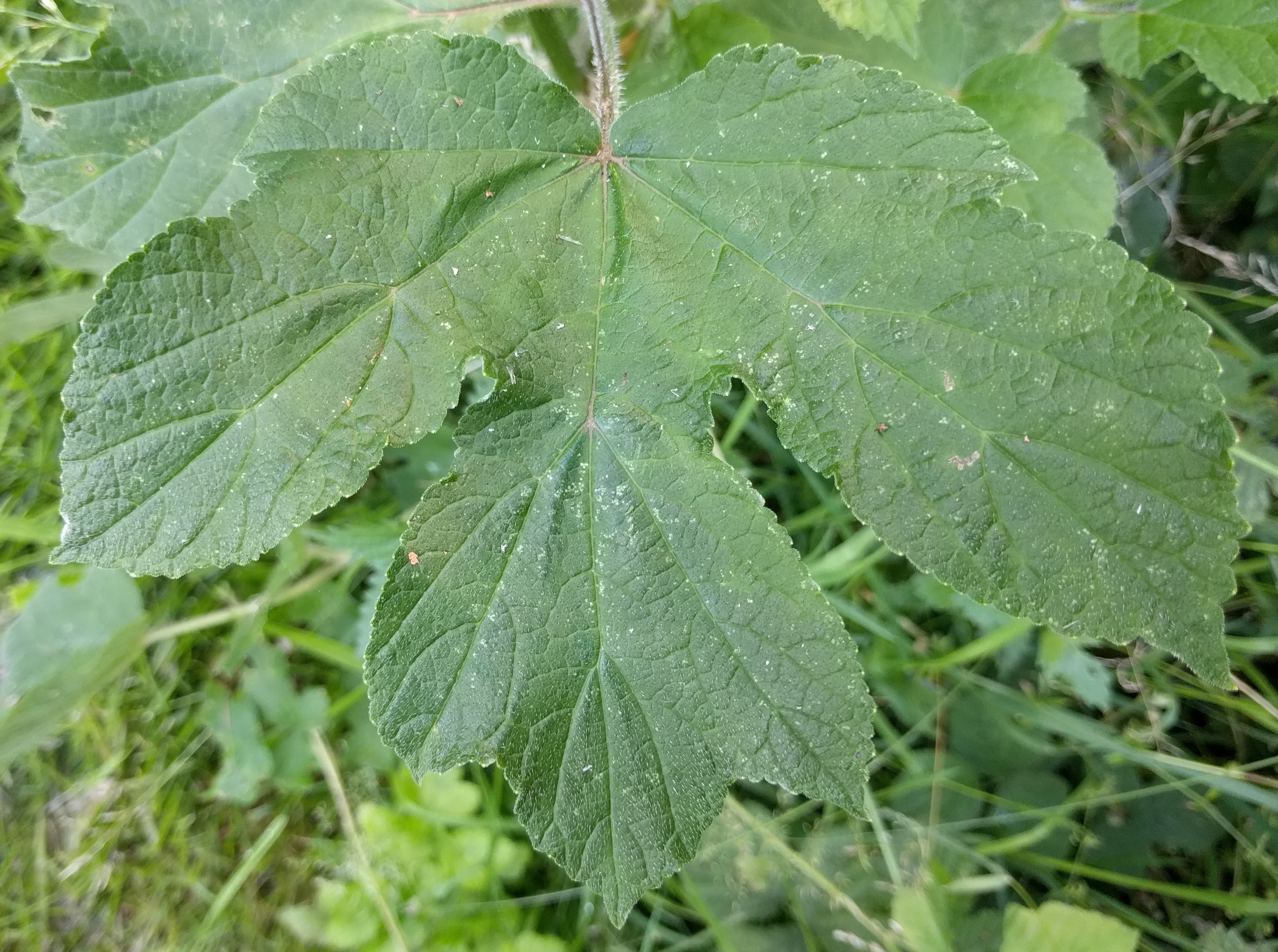
Feuilles de Berce sphondyle recouverte de poils souples sur les deux côtés de la feuille.

## Répartition et habitat

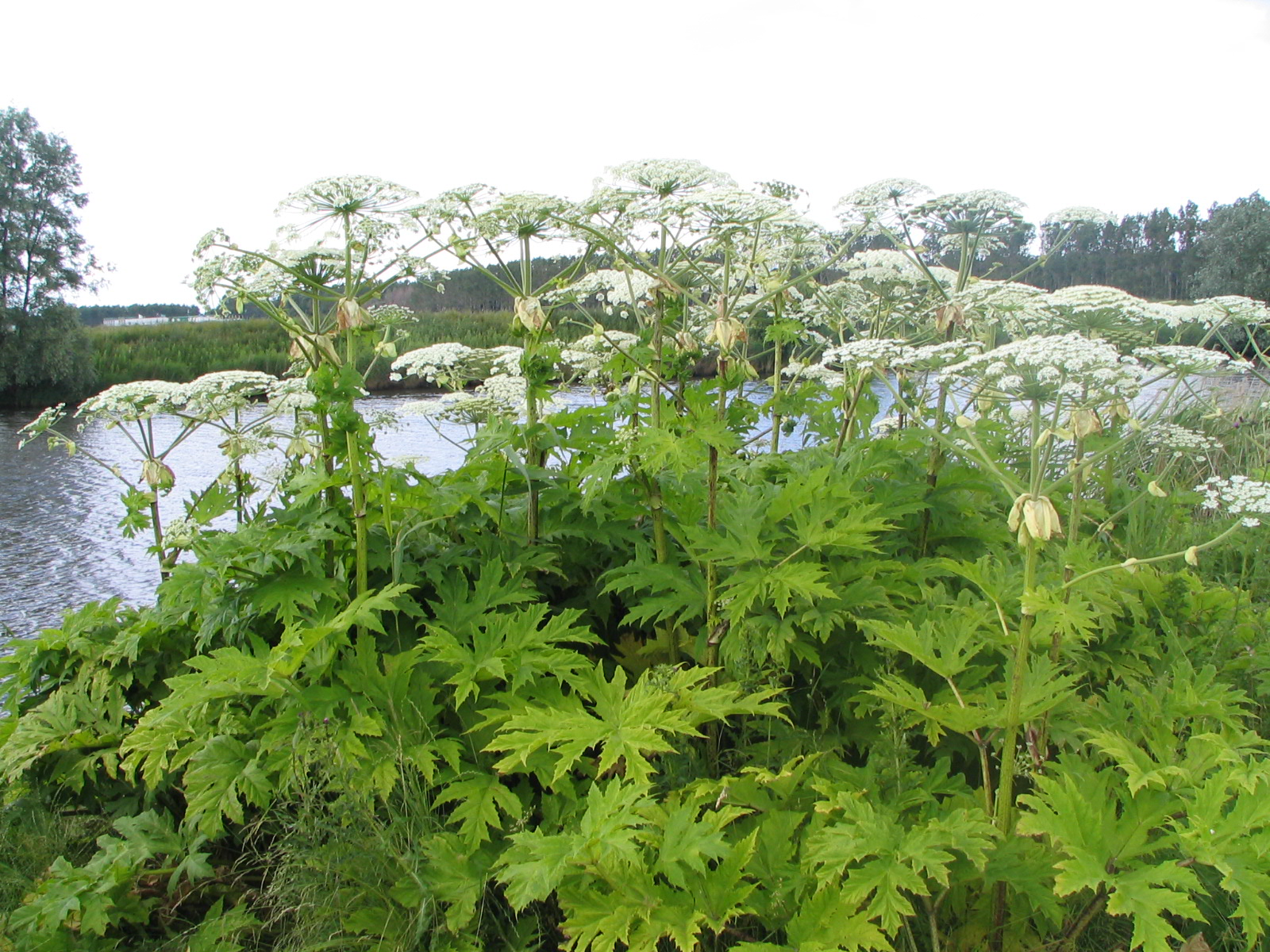
Peuplement de berces au bord d'un plan d'eau.

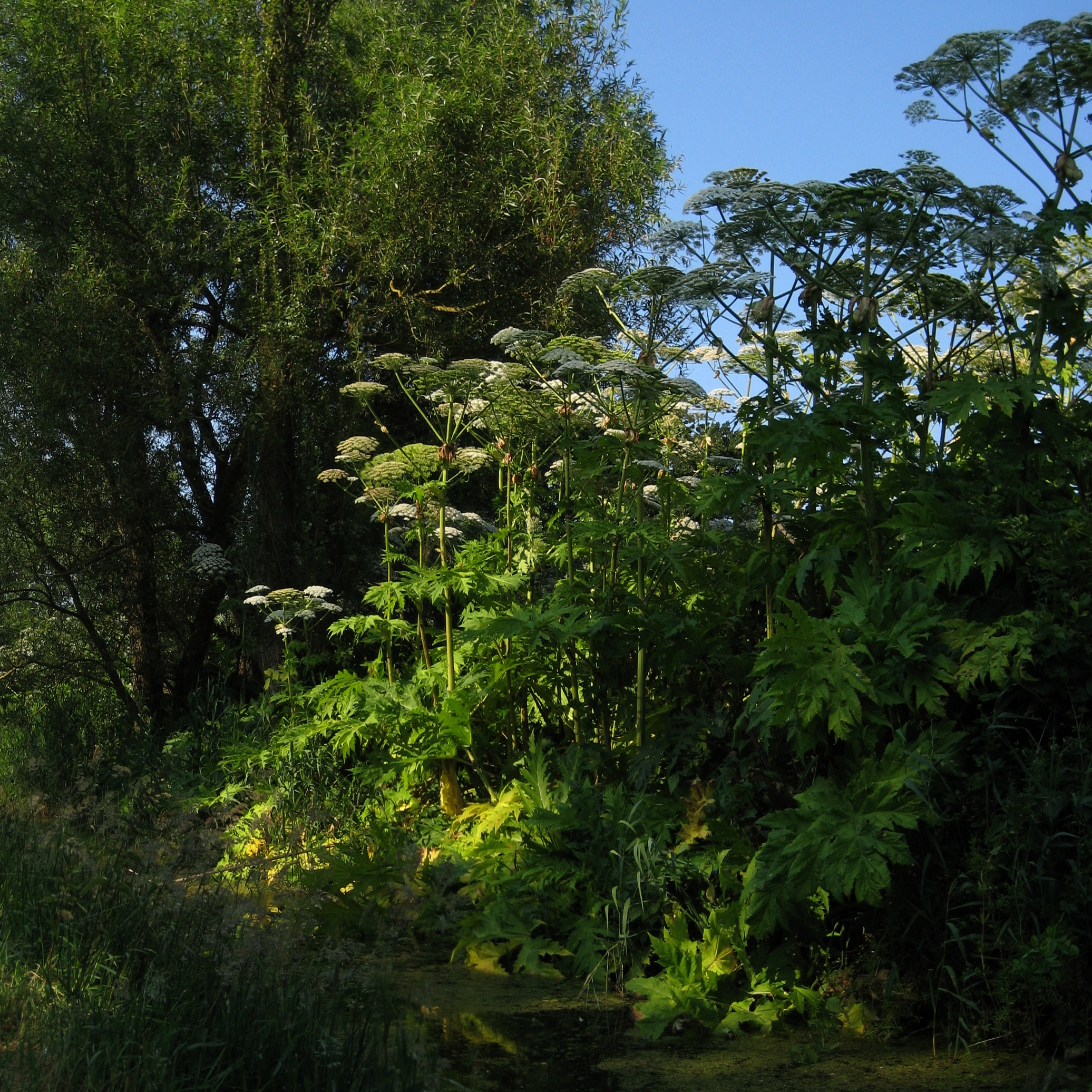
Dans une réserve naturelle humide des Pays-Bas.

Elle est originaire de l'ouest du Grand Caucase (Russie et Géorgie).
Dans son aire d'origine, elle pousse dans les étages forestiers des montagnes, jusqu'à 2 200 m d'altitude, sous un climat continental avec des hivers froids, des étés plus ou moins chauds selon l'altitude et des précipitations importantes de l'ordre de 1000 à 2 000 mm par an. Dans les régions où elle est introduite elle se développe sous divers climats tempérés, océanique à continental. Elle se plaît beaucoup en plaine dans une grande partie de l'Europe centrale et occidentale, mais aussi en montagne. Elle est rustique face au froid et se répand jusqu'au nord de la Scandinavie. Les graines ont d'ailleurs besoin d'une période de froid hivernal pour lever leur dormance et pouvoir germer.
Elle a besoin de sols plutôt riches pour soutenir sa forte croissance et préfère les sols frais à humides. C'est une plante de lumière mais elle supporte très bien un ombrage partiel. Elle se plait notamment le long des lisières et dans les clairières des bois (ourlets forestiers), dans les zones humides et le long des cours d'eau (mégaphorbiaies). C'est une plante pionnière qui colonise en premier lieu des milieux rudéraux perturbés et abandonnés par l'homme : friches, terrains vagues, bords de routes,.

## Phototoxicité

Molécule de psoralène, l'une des furocoumarines présentes dans la Berce du Caucase.

La Berce du Caucase produit des furocoumarines (psoralène et ses dérivés bergaptène et xanthotoxine), présentes dans la sève. La sève est incolore avec une odeur agréable assez caractéristique due aux furocoumarines (voir aussi coumarine). Ces substances sont photosensibilisantes : la réaction se déclenche seulement lorsque la peau imprégnée est exposée à la lumière, notamment aux rayonnements solaires. Si l'on n'expose pas à la lumière la zone touchée pendant plusieurs jours, la réaction ne se déclenche pas. Elle provoque des inflammations et des brûlures de la peau. Les cloques provoquées peuvent atteindre la taille d'une pomme de terre. Les séquelles n'apparaissent qu'après plusieurs heures et peuvent dans certains cas laisser des traces qui persistent des années.
Un simple contact avec la plante intacte n'est pas dommageable. C’est l'imprégnation de la peau par la sève claire et aqueuse, présente dans les fruits, les feuilles ou les tiges, survenant dès lors que la plante est blessée, coupée ou froissée, qu'il faut éviter.

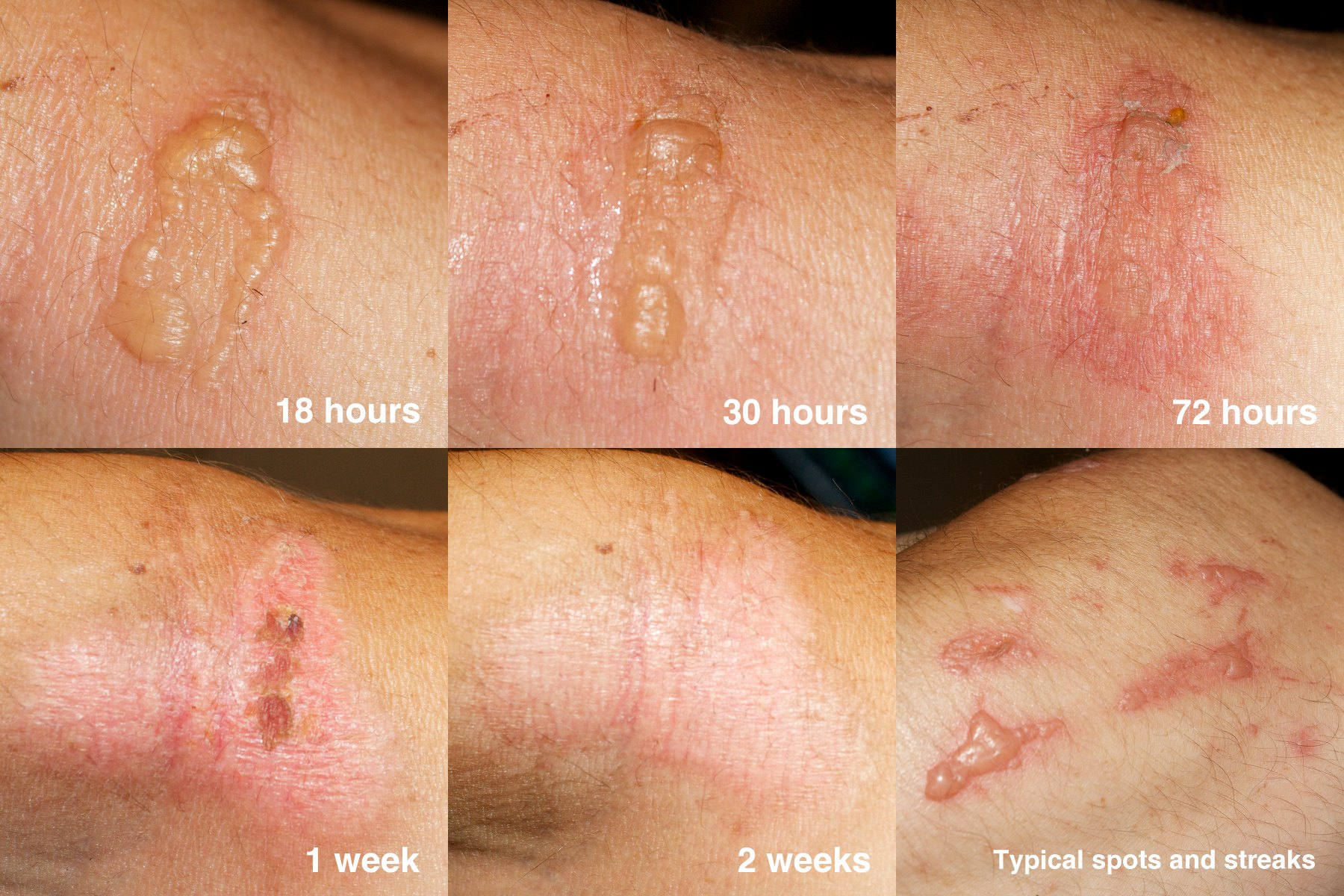
Évolution d'une brûlure causée par la berce du Caucase.

En dehors de leur phototoxicité au niveau cutané, les furocoumarines ne sont pas particulièrement toxiques pour l'homme à l'ingestion. De nombreuses plantes cultivées, dont des fruits et légumes très courants, en contiennent d'ailleurs aussi en quantités plus ou moins importantes (chez les Apiacées cultivées, en particulier le panais et le céleri, mais aussi la carotte, le persil et le fenouil, ainsi que chez les Rutacées, dont tous les agrumes et la rue, et dans d'autres familles tel le figuier chez les Moracées, etc.) et ces plantes ont parfois une sève tout aussi phototoxique. Ce qui rend la Berce du Caucase relativement dangereuse est la quantité notable de sève qu'elle peut libérer lorsqu'on la cueille ou qu'on débroussaille, pouvant causer des brûlures assez étendues.
Si la sève touche la peau, il faut retirer la sève le plus rapidement possible, en évitant d'étendre la surface de la zone touchée : appliquer un papier absorbant sur la peau aux endroits où se trouve la sève (ne pas frotter), laver au savon, puis rincer abondamment à l'eau les endroits atteints. Par la suite, éviter l'exposition de la zone touchée à la lumière durant plus de 48 heures, le temps de la disparition de l'effet photosensibilisateur. « Si les yeux sont atteints, les rincer abondamment à l'eau claire puis porter des lunettes de soleil pour réduire leur exposition à la lumière et consulter un médecin immédiatement. En cas de contact important, ou si un enfant est atteint, consulter sans tarder un médecin ou le centre anti-poison pour tout conseil approprié »,.
Les animaux sauvages herbivores ainsi que le bétail domestique de toutes espèces apprécient et consomment assidument cette plante, notamment à son stade jeune, le plus souvent sans aucun problème, et ils constituent un moyen efficace pour la contrôler. Cependant certaines races domestiques à peau très claire et partiellement dénudée y sont sensibles, n'étant pas suffisamment protégées des rayonnements solaires. Ces dernières peuvent présenter des brûlures par photosensibilisation et ne doivent donc pas être utilisées là où croissent des plantes photosensibilisantes telles que les Berces.

## Espèce envahissante

Expansion de la Berce du Caucase en Europe.

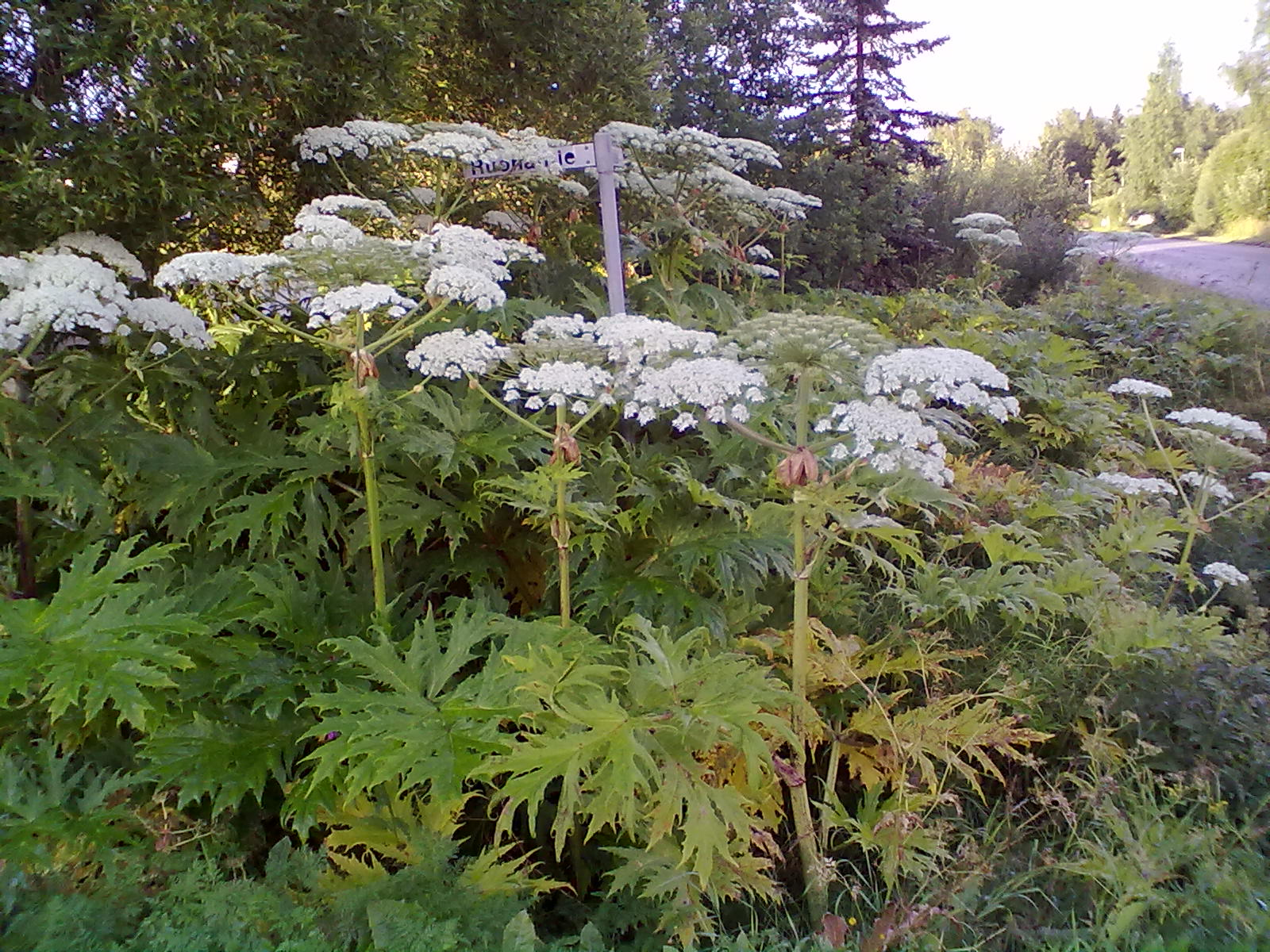
Après son introduction comme plante ornementale, la berce du Caucase s'est notamment diffusée le long des voies ferrées ou des routes.

Heracleum mantegazzianum a été introduite en Europe occidentale essentiellement comme plante ornementale dans les jardins, mais aussi pour ses qualités mellifères pour l'apiculture. Elle est désormais considérée comme une espèce envahissante dans de nombreux pays d'Europe où elle s'est parfaitement acclimatée et trouve des conditions très semblables à celles de son milieu d'origine. Elle se multiplie et se répand si le milieu lui est accueillant. Chaque pied en fleur produit jusqu'à plusieurs dizaines de milliers de graines et ces graines peuvent rester en dormance durant sept ans dans le sol. Les graines sont peu dispersées par le vent (généralement pas à plus de quelques mètres, jusqu'à cent mètres par vent fort), elles sont plus souvent dispersées par l'eau le long des rivières (notamment lors des crues), par les véhicules le long des routes (par temps humide) et dans la terre emportée par les engins de chantier et agricoles. Dans les milieux colonisés, elle peut théoriquement causer localement une perte de biodiversité par le couvert dense et continu qu'elle peut créer, qui étouffe et remplace la végétation plus basse préexistante, bien que ces atteintes à la biodiversité restent très modérées et localisées, difficiles à évaluer, et moins alarmantes que celles causées par d'autres plantes envahissantes telles que la renouée du Japon. Elle remplace surtout par endroits des plantes rudérales très communes et non menacées. La faune sauvage herbivore (cervidés, sangliers, lapins, rats musqués, ragondins, etc.) et le bétail  aiment beaucoup consommer cette plante, comme les autres Berces, surtout quand les feuilles sont encore jeunes et tendres, et contribuent à limiter les populations. De nombreux insectes et autres invertébrés autochtones la consomment également, mais sans limiter significativement son développement. Les préoccupations principales qu'induit cette plante résident principalement dans sa phototoxicité pour l'homme.
La Berce du Caucase a aussi été introduite en Amérique du Nord, où elle trouve des milieux très favorables à son expansion. Elle a commencé à se répandre hors des jardins en Colombie-Britannique dans les années 1920-1930, puis a été répertoriée en Ontario en 1949, au Québec en 1990 et dans différents États des États-Unis à partir des années 2000. Les cas de photodermatites causés par cette plante sont en augmentation au Québec au début des années 2020.

### Conséquences
En France, la Berce du Caucase est sur la liste annexée à l'Arrêté du 14 février 2018 relatif aux espèces végétales exotiques envahissantes sur le territoire métropolitain. Elle figure aussi dans la liste des espèces exotiques envahissantes établie par l'Union européenne. Cela signifie qu'elle ne peut plus être importée, cultivée, commercialisée, plantée, ou libérée intentionnellement dans la nature.

### Méthodes de lutte
Les techniques préventives regroupent toutes les mesures permettant d'éviter la dispersion volontaire ou involontaire de la plante.

#### Labourage en profondeur

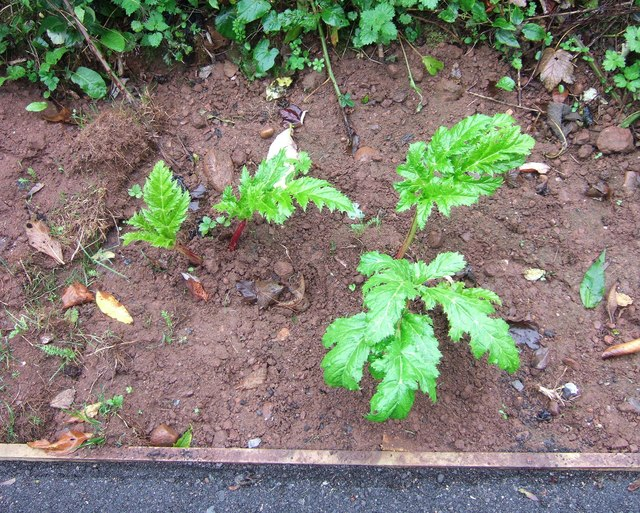
Le labourage en profondeur peut être efficace contre la berce du Caucase.

Cette méthode physique sert à réduire la vigueur de la colonie et à neutraliser les graines après leur enfouissement à plus de 20 cm dans le sol mais le travail doit être complété par le broyage fin du substrat et par l'élimination des morceaux de racines ramenés à la surface du sol afin d'éviter que les plants ne s'enracinent à nouveau dans la terre.

#### Méthodes biologiques

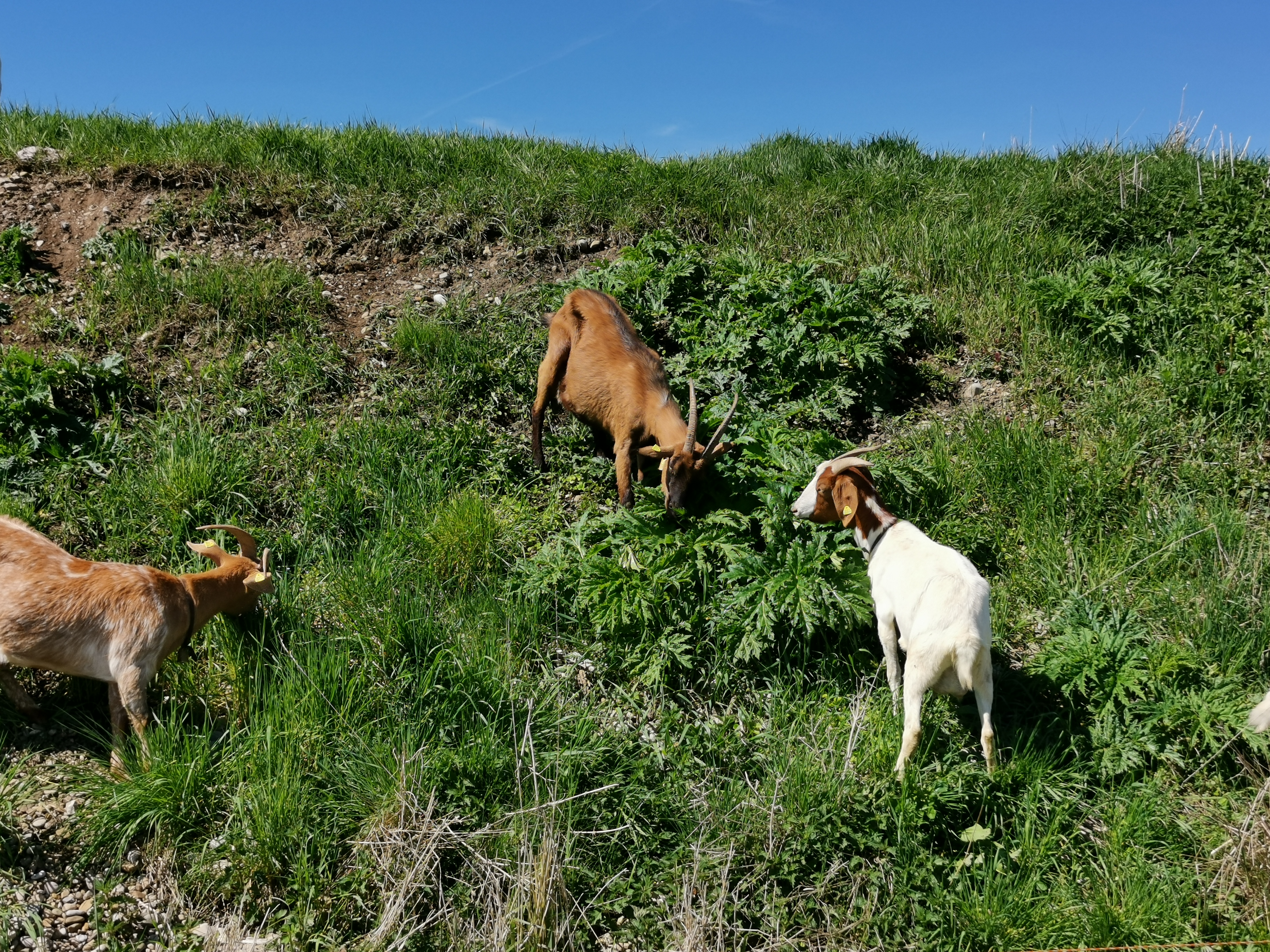
Les chèvres consomment volontiers la berce du Caucase.

Le pâturage intensif et répété pendant toute la période de végétation permet d'empêcher la floraison de la plante et de contrer l'invasion des prairies ; bovins, ovins ou caprins peuvent être employés comme brouteurs, en privilégiant les races à peau sombre et à poil dense pour limiter les risques de dermatites.

#### Méthodes chimiques
L'utilisation des herbicides systémiques comme le glyphosate est efficace contre la Berce du Caucase. La meilleure époque de traitement est en avril-mai lorsque les plants sont hauts de 20 à 50 cm,.

## Utilisations

### Usages médicinaux
Comme les autres espèces de berces, la berce du Caucase possède des propriétés médicinales[source insuffisante].

### Usages alimentaires

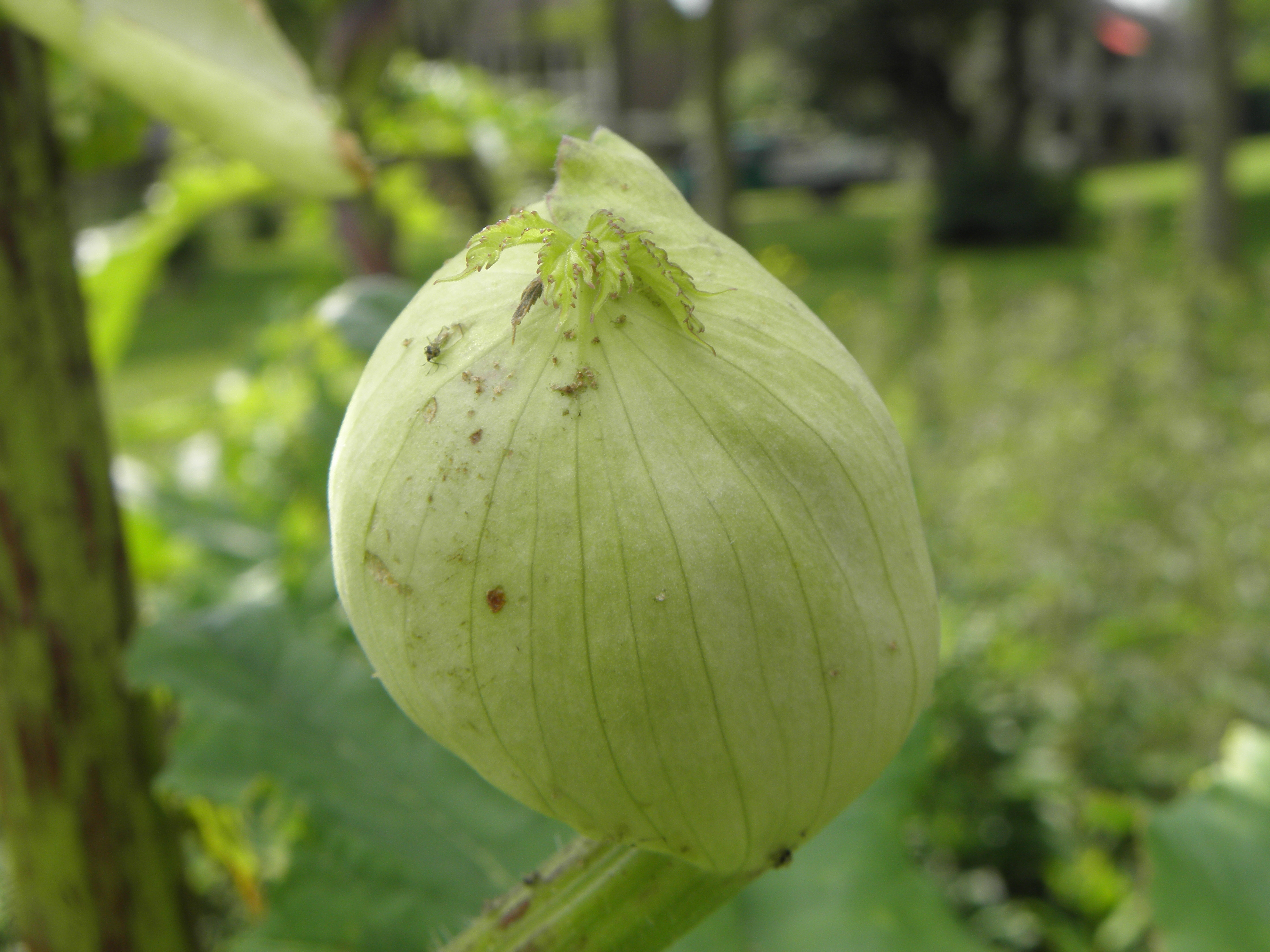
Inflorescence encore fermée qui peut être consommée comme des asperges.

La Berce du Caucase est une plante riche en protéines et en vitamines qui a un usage alimentaire proche de la Berce sphondyle essentiellement en Europe de l'Est et en Russie. Ses jeunes-pousses se consomment crues en salade, ses feuilles développées se cuisinent comme des légumes-feuilles, en gratin ou en choucroute et ses inflorescences encore fermées et protégées de leur pétiole se mangent comme des asperges. La prudence devra être de mise lors de la récolte de la plante : en cas de contact avec son suc, et d'exposition à la lumière, les parties du corps atteintes risquent d'être fortement brûlées,,,,.
L'espèce a également été utilisée comme fourrage.

## Dans les arts

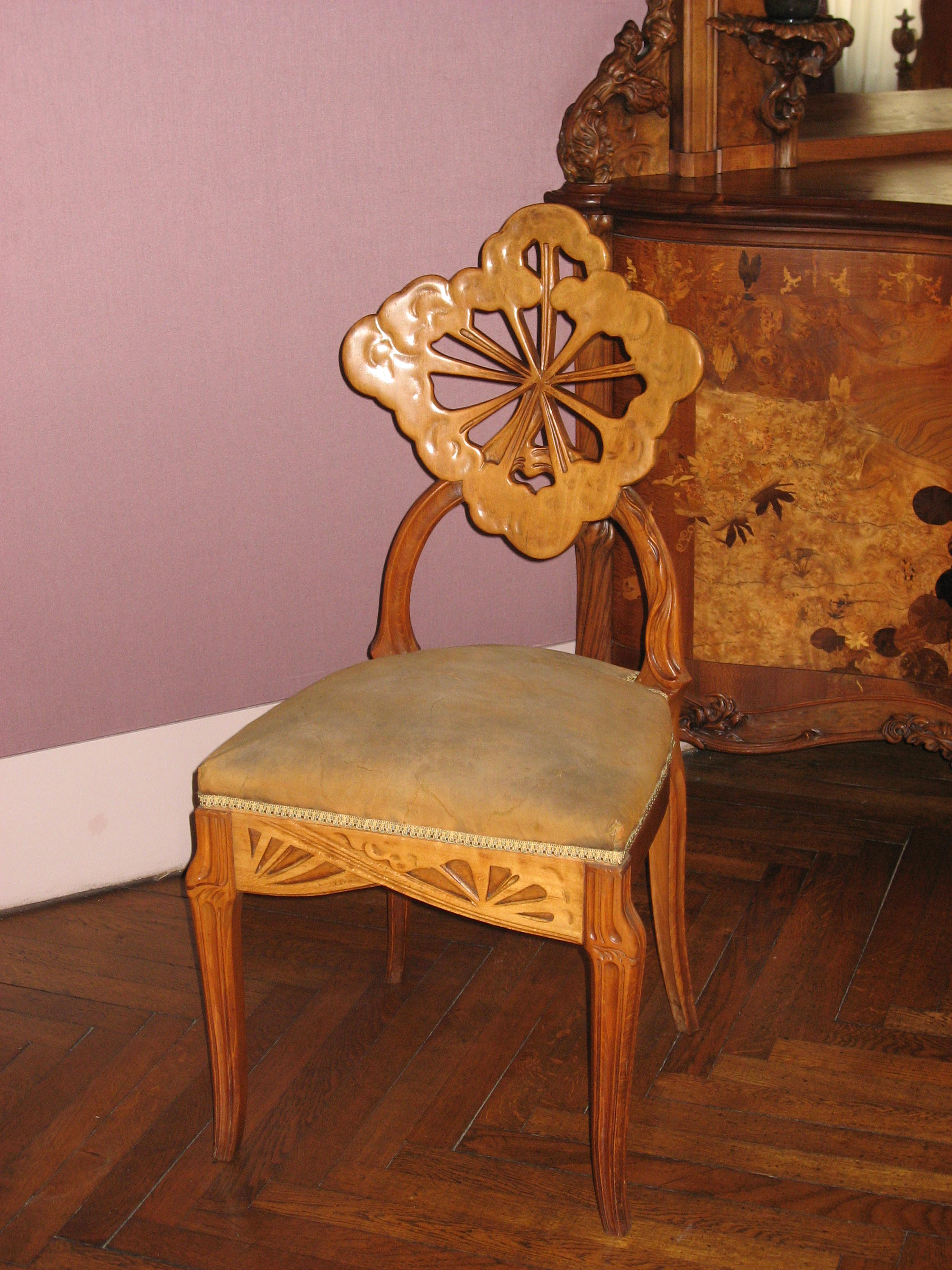
Chaise Art nouveau avec un dossier représentant une ombelle de Berce du Caucase conservée au musée de l'École de Nancy

### Art nouveau
Cette plante a été très représentée comme élément décoratif dans du mobilier, des ferronneries et des papiers peints par les artistes du mouvement Art nouveau de l'École de Nancy dans les années 1890 et 1900, par exemple dans les œuvres de Louis Guingot,,.

### Musique
En anglais, la Berce du Caucase s'appelle « Giant Hogweed ». En 1971, le groupe de rock progressif anglais Genesis crée un morceau intitulé The Return of the Giant Hogweed qui figure sur l’album Nursery Cryme. Ce morceau décrit l’origine, les dangers, la difficulté d’éliminer cette plante et la présente comme une menace pour l'espèce humaine dans une vision apocalyptique,.